# Canada inglese

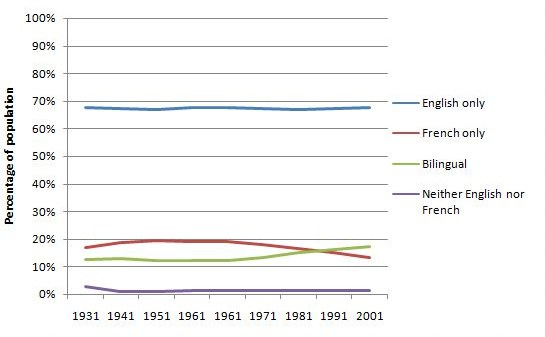
Capacità dei canadesi che parlano inglese e / o francese, secondo l'evoluzione dei censimenti quinquennali tra gli anni 1931 e 2001.

Il Canada inglese, noto anche come Canada anglofono, si riferisce in senso geografico alla parte di lingua inglese del Canada, cioè alle nove province canadesi in cui la lingua inglese è, de facto o de jure, ufficiale (otto delle nove provincie e il New Brunswick, dove è ufficiale insieme al francese), così come i territori canadesi dello Yukon, i Territori del Nord-Ovest e Nunavut.
In senso demografico, è preferita l'espressione di canadesi inglesi. Si riferisce alla popolazione di lingua inglese in Canada, indipendentemente dalla posizione geografica all'interno del paese. I canadesi inglesi in Québec sono indicati come la minoranza anglofona in Quebec, che fa parte della maggioranza anglofona in Canada. Il Quebec è l'unica provincia in cui i canadesi francesi sono la maggioranza e dove il francese è l'unica lingua ufficiale. Importanti comunità francofone risiedono anche nel New Brunswick (territorio di origine degli acadiani), in cui oltre 245.000 persone parlano francese o in Ontario, dove oltre 596.000 persone parlano la stessa lingua il francese. Le minoranze francofone sono disperse in altre province e territori canadesi. Il Canada comprende anche diverse altre comunità linguistiche di nativi americani e allofoni, a partire dagli anni '60 tuttavia i francofoni stanno costantemente riducendosi a vantaggio degli anglofoni.

## Popolazione e convergenza linguistica
Nel senso politico del termine, il Canada inglese (ovvero le nove province del Canada prevalentemente di lingua inglese), soprannominato "Resto del Canada", o "ROC" (in inglese "ROC" per Rest of Canada) ha circa 26 milioni di persone, ovvero il 75% della popolazione canadese. Gli abitanti di queste province sono di origine britannica ma anche di molteplici origini etniche, molte delle quali provengono da una recente immigrazione proveniente ad esempio dall'Africa o dall'Asia. Per questi non madrelingua inglesi che vivono nel Canada inglese, l'inglese è usato come lingua di convergenza interculturale.

## Minoranza francofona, tra le altre comunità linguistiche
Della popolazione del Canada inglese, ci sono circa 950.000 francofoni (il 4% della popolazione totale delle nove province anglofone) che costituiscono la prima minoranza di fatto (cioè provata naturalmente) nel Canada inglese, seguito da vicino dalla popolazione di lingua cinese (850.000) che rappresenta il 3,5% della popolazione totale nel Canada inglese. Molte altre comunità linguistiche vengono dopo, come ucraini, tedeschi, italiani, ecc.
Esiste una percentuale più alta di francofoni in Louisiana (Stati Uniti), stimata al 7%, rispetto al Canada inglese. Come in Louisiana, le comunità francofone del Canada inglese hanno generalmente avuto alti tassi di anglicizzazione nell'ultimo secolo, il che solleva il problema della "folklorizzazione linguistica" e della perdita di identità (e quindi della Lingua francese), più o meno a lungo termine, per queste comunità. Il francese è tuttavia una delle due lingue ufficiali con la lingua inglese a livello del governo federale canadese e delle sue istituzioni.